# Catarina (San Marcos)
Catarina – niewielka miejscowość na południowym zachodzie Gwatemali, w departamencie San Marcos. Według danych szacunkowych z 2012 roku liczba mieszkańców wynosiła 3 570 osób. 
Catarina leży około 53 km na południowy zachód od stolicy departamentu – miasta San Marcos. Leży około 8 km od rzeki Suchiate, będącej rzeką graniczną pomiędzy Gwatemalą a meksykańskim stanem Chiapas. 
Leży na wysokości 203 metry nad poziomem morza, na nizinie Oceanu Spokojnego około 40 km od wybrzeża. 

## Gmina Catarina
Miasto jest także siedzibą władz gminy o tej samej nazwie, która jest jedną z dwudziestu dziewięciu gmin w departamencie. W 2012 roku gmina liczyła 34 767 mieszkańców. Gmina jak na warunki Gwatemali jest średniej wielkości, a jej powierzchnia obejmuje 76 km². Mieszkańcy gminy utrzymują się głównie z rolnictwa, hodowli zwierząt, rzemiosła artystycznego oraz handlu i usług.
Klimat gminy jest równikowy, według klasyfikacji Wladimira Köppena, należy do klimatów tropikalnych monsunowych (Am), z wyraźną porą deszczową występującą od maja do października. Średnia temperatura powietrza wynosi około 23ºC, natomiast maksymalne temperatury zawierają się między 30 a 45ºC a minimalne są pomiędzy 17 a 23ºC. Suma rocznych opadów waha się między 1200 a 3000 mm. Większość terenu nie uprawianego rolniczo pokryta jest dżunglą.